# Рюмин, Владимир Владимирович
Владимир Владимирович Рюмин (12 июля 1874, село Большая Усмань, Воронежская губерния — 8 апреля 1937, Николаев) — русский инженер, педагог. Получил широкую известность, как популяризатор науки и техники.

## Биография
Владимир Рюмин родился в селе Большая Усмань Воронежской губернии в семье дворянина инженера-технолога Владимира Владимировича Рюмина-старшего. Вскоре после этого семья Рюминых переехала в Москву, а затем в Польшу. Володя окончил Высшее ремесленное училище в городе Лодзь.
В 1891 году очередной переезд, на этот раз в город Николаев.
Володя хотел пойти по стопам отца и решил поступать в Харьковский технологический институт. Не прошёл по конкурсу, но благодаря своему упорству всё же поступил с третьего раза.
В 1899 году закончил химическое отделение этого института, после чего поступил на должность инженера на пороховой завод в Николаеве. Одновременно преподавал в Николаевском железнодорожном училище, и в конце концов решил полностью посвятить себя педагогике. Преподавал в нескольких учебных заведениях, главным из которых для Владимира стало Николаевское механико-техническое училище.
Владимир Владимирович был прогрессивным педагогом-новатором: ставил необычные опыты, следил за новостями из мира техники, и делился ими с учениками, разрабатывал собственные оригинальные методики преподавания.
С наступлением нового века Владимир Рюмин уделяет всё больше внимания популяризации науки. Начав с написания учебных пособий по химии, минералогии, электротехнике и технологии, вскоре начинает редактировать и издавать научно-популярные журнал «Физик-любитель» (совместно с К. Чернышёвым), а через шесть лет — «Электричество и жизнь». Несмотря на специфические названия, тематика этих журналов не ограничивалась темами, вынесенными на их обложку, а была довольно широкой, научно-популярной. К работе над журналами привлекались специалисты, энтузиасты разных отраслей науки.
В 1910—1917 годах Рюмин издавал серию брошюр по технологии различных кустарных и домашних производств: мыловарение, изготовление лампадного масла, красок, бетона, отделочных материалов. Для тех, кто занимался кустарным и домашним производством, Рюмин выпустил в 1910—1917 годах серию недорогих брошюр по прикладной технологии. Тогда же выходили адресованные самой широкой читательской аудитории книги «Химия вокруг нас», «Техника вокруг нас», «Чудеса техники», «Чудеса современной электротехники», «Беседы о магнетизме» и «Беспроволочный телеграф», «Практическая минералогия», «Популярные научные очерки и рассказы». Писал он и более серьёзные работы, для специалистов — химиков, минералогов, электротехников, инженеров транспорта.
После 15 лет службы в училище Владимир Рюмин уволился по состоянию здоровья, но от просветительской деятельности не отошёл, сосредоточившись на литературной популяризации науки. Наряду с Я. Перельманом, В. Прянишниковым и Н. Рыниным Владимир Владимирович был одним из немногих специалистов, твёрдо веривших в идеи К. Э. Циолковского и горячо их пропагандировавших. Более того, именно Рюмин первым «титуловал» Циолковского «основоположником космонавтики»
Владимир Рюмин — автор множества статей в журналах «В мастерской природы», «Знание — сила», «Природа и люди», «Техника — молодёжи» и пр., а также фантастических и приключенческих рассказов. Книги Рюмина «Занимательная химия» и Перельмана «Занимательная геометрия на вольном воздухе» открыли в 1926 году знаменитую серию «Занимательная наука». За 10 лет эта работа Рюмина выдержала 7 переизданий, став самым популярным из его трудов.
Первый брак с вдовой харьковского купца Ольгой Андреевной Бабчевской (1870г.р.) от 2.06.1900 г. для нее это был второй брак.
В 1966 вторая жена Владимира Рюмина, Татьяна, упорядочила его личный архив и передала в дар государственному архиву Николаевской области. Неопубликованные произведения были обнаружены среди других архивных документов фонда и подготовлены к публикации директором архива, доктором исторических наук Ларисой Левченко.
В 2020 году в николаевском издательстве "Ирина Гудым" вышла ранее не публиковавшаяся книга Владимира Рюмина "Тайна атлантов".
На его могильном памятнике в Николаеве написано: «Здесь похоронен заслуженный педагог, деятель науки, друг и пропагандист идей К. Э. Циолковского В. В. Рюмин. 1874—1937».

## Избранная библиография
- Простейшие опыты по химии. М.1910

Серия «Занимательная наука»:
- Занимательная химия. 1926. (выдержала 7 изданий, последнее — 1936 г.)
- Занимательная техника наших дней (выдержала 3 издания, последнее — 1934 г.)
- Занимательная химия. Опыты и развлечения из области химии (выдержала 5 изданий, последнее — 1932 г.)
- Занимательная электротехника на дому и самодельные электрические приборы (выдержала 3 издания, последнее 1929 г.)
- Занимательная электротехника. Опыты и развлечения в области электротехники (выдержала 3 издания, последнее 1929 г.)
- Занимательная электротехника на стройке. (одно издание, 1937 г.)

## Издания после смерти
- В. В. Рюмин. Тайна Атлантов. — Миколаїв: Вид. Ірини Гудим, 2020 — 284 с. - ISBN 978-617-576-138-0.